# Southwark (londýnský obvod)
Městská část Southwark, oficiální název - London Borough of Southwark, je městským obvodem na jihu Londýna a je součástí Vnitřního Londýna.
Southwark sousedí s City a Tower Hamlets na severu podél Temže, Lambethem na západě a Lewishamem na východě.
Městská část vznikla v roce 1965 a zahrnuje bývalé části Metropolitan Borough of Southwark, Metropolitan Borough of Camberwell a Metropolitan Borough of Bermondsey.
Jméno pochází z jména oblasti bezprostředně na jih od London Bridge, který byl osídlen již v době vlády Římanů, a poprvé se toto jméno objevilo v 9. století.

## Obvody městské části
- Bankside
- Bermondsey
- Camberwell
- Dulwich
- East Dulwich
- Elephant and Castle

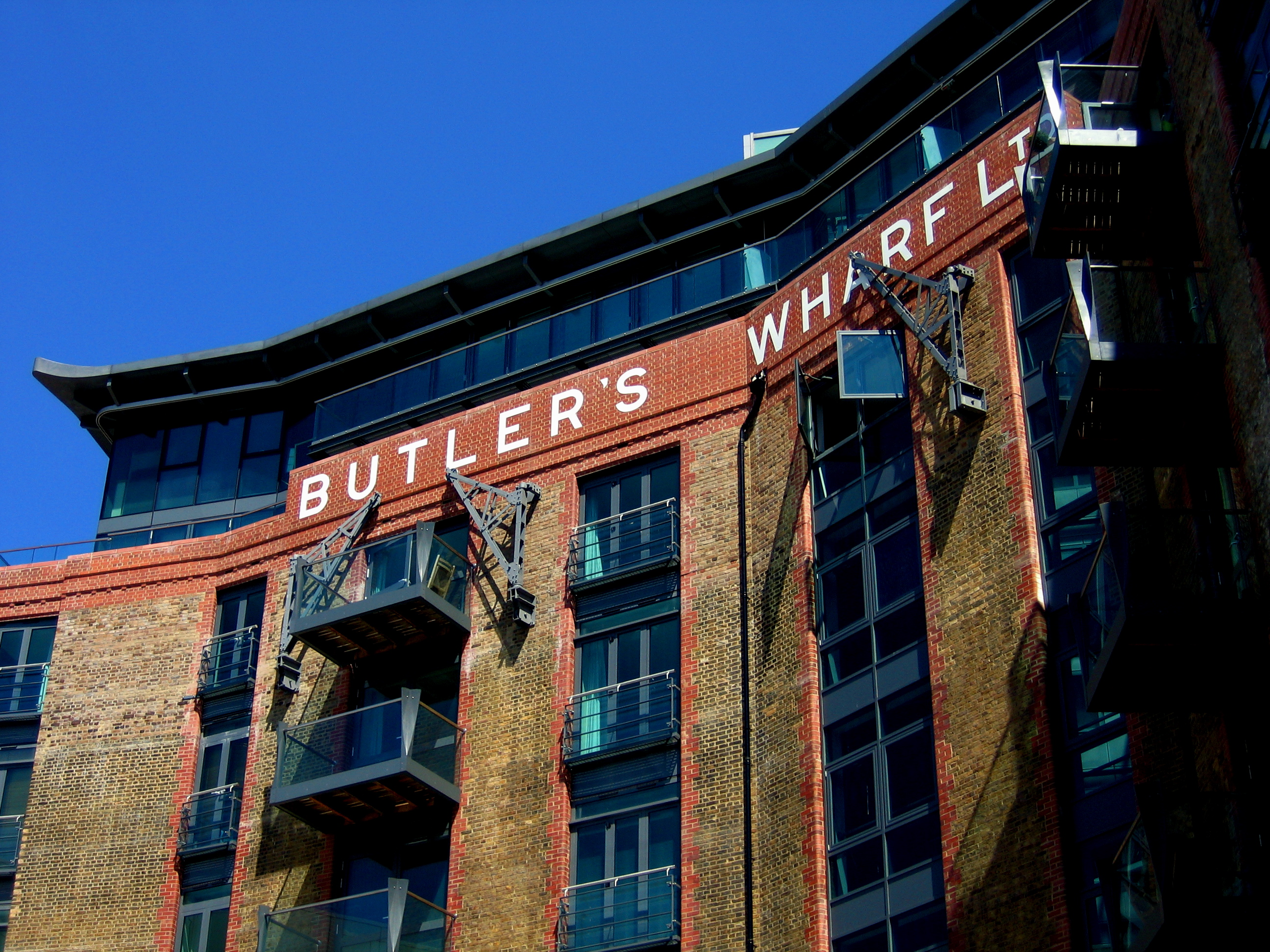
Tea Trade Wharf

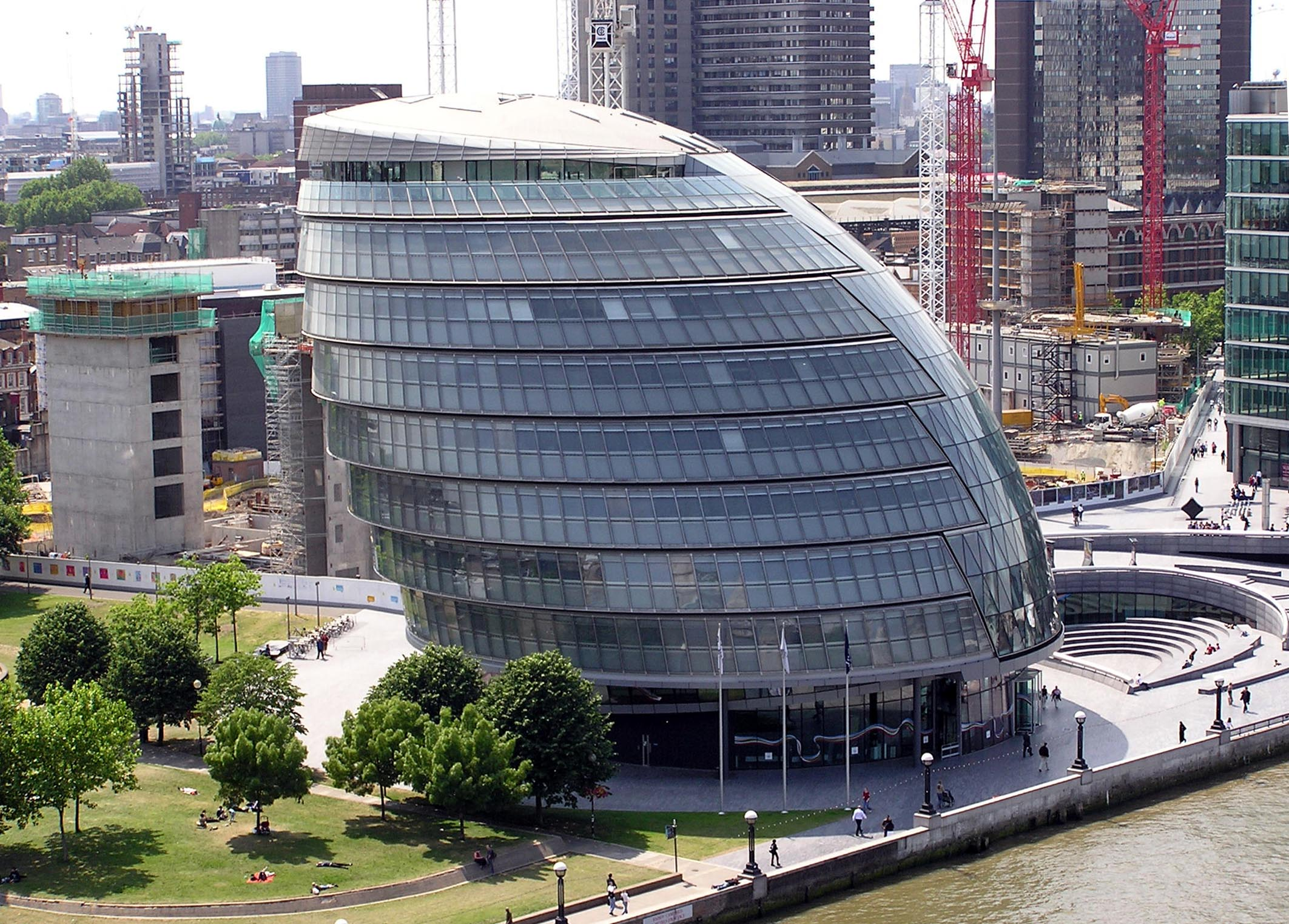
City Hall

- Herne Hill na východ od Herne Hill railway station
- Newington
- Nunhead
- Peckham
- Rotherhithe
- The Borough (historický Southwark)
- Surrey Quays
- Walworth
- West Dulwich

## Zajímavá místa
- Borough Market
- Butler's Wharf
- Camberwell College of Arts
- The Clink
- City Hall
- Dulwich Picture Gallery
- The George inn
- divadlo Globe
- Greenland Dock
- Hay's Galleria (původně Hay's Wharf)
- HMS Belfast
- Imperial War Museum
- Muzeum designu

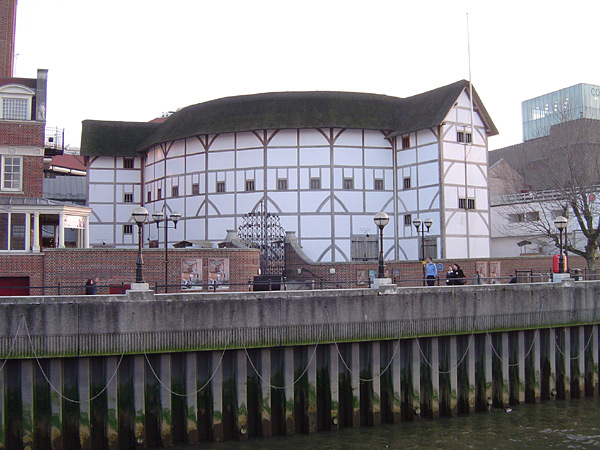
Obnovené divadlo Globe

- Old Operating Theatre Museum and Herb Garret
- Oxo Tower
- Peckham Library
- Rose Theatre
- St Thomas Church
- St Thomas' Hospital
- Jižní nábřeží
- Southwark Cathedral
- Surrey Commercial Docks
- Tate Modern (původně Bankside Power Station)
- The Tabard inn
- The White Hart inn
- Winchester Palace

## Doprava

### Mosty a tunely
- Blackfriars Bridge
- London Bridge
- Millennium Bridge
- Southwark Bridge
- Tower Bridge
- Rotherhithe Tunnel
- Thames Tunnel

### Železniční zastávky
- Denmark Hill
- East Dulwich
- Elephant and Castle
- London Bridge
- North Dulwich
- Nunhead
- Peckham Rye
- Queens Road Peckham

### Stanice metra
- Bermondsey
- Borough
- Canada Water
- Elephant and Castle
- London Bridge
- Rotherhithe
- Southwark
- Surrey Quays

### Nástupní staniceRiverbusu
- Bankside Pier
- London Bridge City Pier
- Greenland Dock